# Георгиос Скарлатос
Георгиос Скарлатос (на гръцки: Γεώργιος Σκαρλάτος) е гръцки учен, представител на Гръцкото просвещение от XVIII век.

## Биография
Роден е в урумлъшкото село Решани, тогава в Османската империя. Превежда от италиански „За храните“, „За душата на животните“, „За световната луна“ и от латински „Логиката“ (1745) на Антонио Дженовези.